# Liste der Monuments historiques in Duault
Die Liste der Monuments historiques in Duault führt die Monuments historiques in der französischen Gemeinde Duault auf.

## Liste der Bauwerke
| Bezeichnung           | Beschreibung                           | Standort | Kennzeichnung | Schutzstatus | Datum | Bild           |
| --------------------- | -------------------------------------- | -------- | ------------- | ------------ | ----- | -------------- |
| Prieuré de Landugen   | Priorat, erbaut im 16. Jahrhundert     | (Lage)   | PA00089142    | Inscrit      | 1926  | weitere Bilder |
| Château de Rosvilliou | Schloss, erbaut im 16./17. Jahrhundert | (Lage)   | PA00089141    | Inscrit      | 1927  | weitere Bilder |

## Liste der Objekte

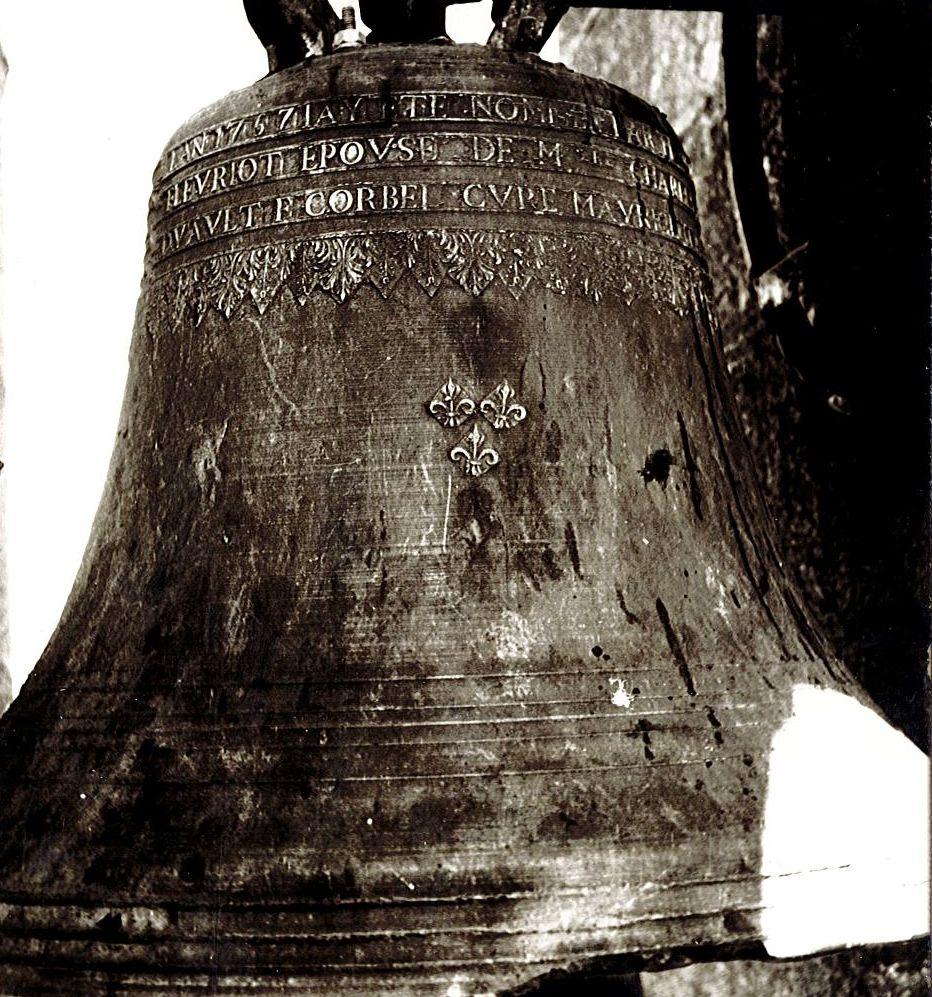
Glocke in der Kirche St-Maudez in Duault

- Monuments historiques (Objekte) in Duault in der Base Palissy des französischen Kultusministeriums

Siehe auch: Glocke St-Maudez (Duault)